# (17061) Tegler
(17061) Tegler (1999 GQ8) – planetoida z pasa głównego asteroid okrążająca Słońce w ciągu 4,06 lat w średniej odległości 2,54 j.a. Odkryta 10 kwietnia 1999 roku.